# Институционно-революционная партия
Институционно-революционная партия (исп. Partido Revolucionario Institucional), сокращённо PRI — политическая партия Мексики, бывшая на протяжении десятилетий правящей в стране, является членом Социалистического интернационала.

## История
Создана в 1929 году под названием «Национально-революционная партия» (НРП) для поддержки фактически управлявшего страной Плутарко Кальеса. НРП была призвана сплотить силы, участвовавшие в Мексиканской революции — от беднейшего крестьянства до крупных предпринимателей.
В 1938 году в президентство Ласаро Карденаса НРП, переименованной в Партию мексиканской революции, был придан массовый характер. Были созданы четыре сектора — рабочий, опиравшийся на Конфедерацию трудящихся Мексики, лидером которой был Фидель Веласкес; крестьянский, основой которого была Национальная крестьянская конфедерация; народный, куда вошли государственные служащие, молодёжные, женские и кооперативные организации, и военный, представленный федеральной армией (ликвидирован в 1940).
Идеология Институционно-революционной партии (ИРП) (такое название партия получила в 1946 году) основывалась на идеалах Мексиканской революции, которая считалась перманентно продолжающейся. Партия стремилась к примирению классовых интересов и мирному разрешению социальных споров и противоречий.
ИРП, деятельность которой в значительной мере финансировалась из государственного бюджета, практически слилась с государственными структурами, а её руководство имело возможность манипулировать результатами выборов. СМИ оказывали партии полную поддержку. Хотя формально существовала многопартийная система, квоты прочих партий определялись руководством ИРП. В экономической сфере ИРП проводила политику государственного контроля над основными отраслями хозяйства.
Однако в 1980-х гг. партийное руководство отошло от прежних взглядов на экономику, начав программу неолиберальных реформ: проводилась приватизация государственного сектора, привлекался иностранный капитал, был взят курс на интеграцию страны в Североамериканскую зону свободной торговли (НАФТА). Эти идеологические изменения усилили разногласия внутри самой ИРП — в конце 1980-х гг. её покинули многие видные члены, включая левое крыло во главе с Куаутемоком Карденасом, вошедшее в Партию демократической революции. В 1992 идеологией партии стал социальный либерализм.
Но недовольство экономическим курсом правящей партии, а также её монополией на власть продолжало расти. В конце 1980-х гг. ИРП вынуждена была пойти на проведение ряда политических реформ, таких как создание Федерального избирательного института и Федерального избирательного трибунала, расширение представительства оппозиции в конгрессе, регулирование финансирования избирательных кампаний и обеспечение более равных возможностей для доступа партий к средствам массовой информации.
В конце 1990-х гг. в ИРП усилилось социал-демократическое крыло. Выступая за рыночные реформы, партия в то же время придерживалась направления на государственное регулирование экономики, осуществление широких социальных программ, развитие демократии во всех областях.
Мексиканский экономический кризис 1994 года привёл к тому, что ИРП впервые потеряла большинство в обеих палатах парламента по результатам выборов 1997 года. В 2000 году её кандидат впервые проиграл президентские выборы и партия ушла в оппозицию. Выборы 2003 года были для партии относительно успешными — она получила в Палате депутатов 224 места из 500, однако на выборах 2006 года количество парламентских мест существенно сократилось (106 из 500 в Палате депутатов, 39 из 128 — в Сенате). На выборах 2009 года ИРП опять получила большинство в нижней палате — 241 место из 500.
В 2012 году президентом Мексики вновь стал кандидат от ИРП — Энрике Пенья Ньето, набравший 38,2 % голосов.
На президентских выборах 2018 года кандидат ИРП Хосе Антонио Мид с 16,4 % голосов занял третье место.
Партии был свойственен ярко выраженный антиидеологизм, то есть отказ от устойчивой политико-идеологической идентификации в целях сохранения гегемонии. По мнению мексиканского профессора Гутьеррес дель Сид, в «Институционально-Революционной партии были вытравлены остатки её былой „левизны“, и она стала играть крайне негативную политическую роль».